# Torneo di Wimbledon 1957
Il Torneo di Wimbledon 1957 è stata la 71ª edizione del Torneo di Wimbledon e terza prova stagionale dello Slam per il 1957.
Si è giocato sui campi in erba dell'All England Lawn Tennis and Croquet Club di Wimbledon a Londra, in Gran Bretagna.

## Campioni

### Senior

#### Singolare maschile
Lew Hoad ha battuto in finale  Ashley Cooper con il punteggio di 6–2, 6–1, 6–2.

#### Singolare femminile
Althea Gibson ha battuto in finale  Darlene Hard con il punteggio di 6–3, 6–2.

#### Doppio maschile
Budge Patty /  Gardnar Mulloy hanno battuto in finale  Neale Fraser /  Lew Hoad con il punteggio di 8–10, 6–4, 6–4, 6–4.

#### Doppio femminile
Althea Gibson /  Darlene Hard hanno battuto in finale  Mary Bevis Hawton /  Thelma Coyne Long con il punteggio di 6–1, 6–2.

#### Doppio misto
Darlene Hard /  Mervyn Rose hanno battuto in finale  Althea Gibson /  Neale Fraser con il punteggio di 6–4, 7–5.

### Junior

#### Singolare ragazzi
Jimmy Tattersall ha sconfitto in finale  Ivo Ribeiro con il punteggio di 6–2, 6–1.

#### Singolare ragazze
Mimi Arnold ha sconfitto in finale  Rosie Reyes con il punteggio di 8–6, 6–2.